# Восток (спортивный центр)

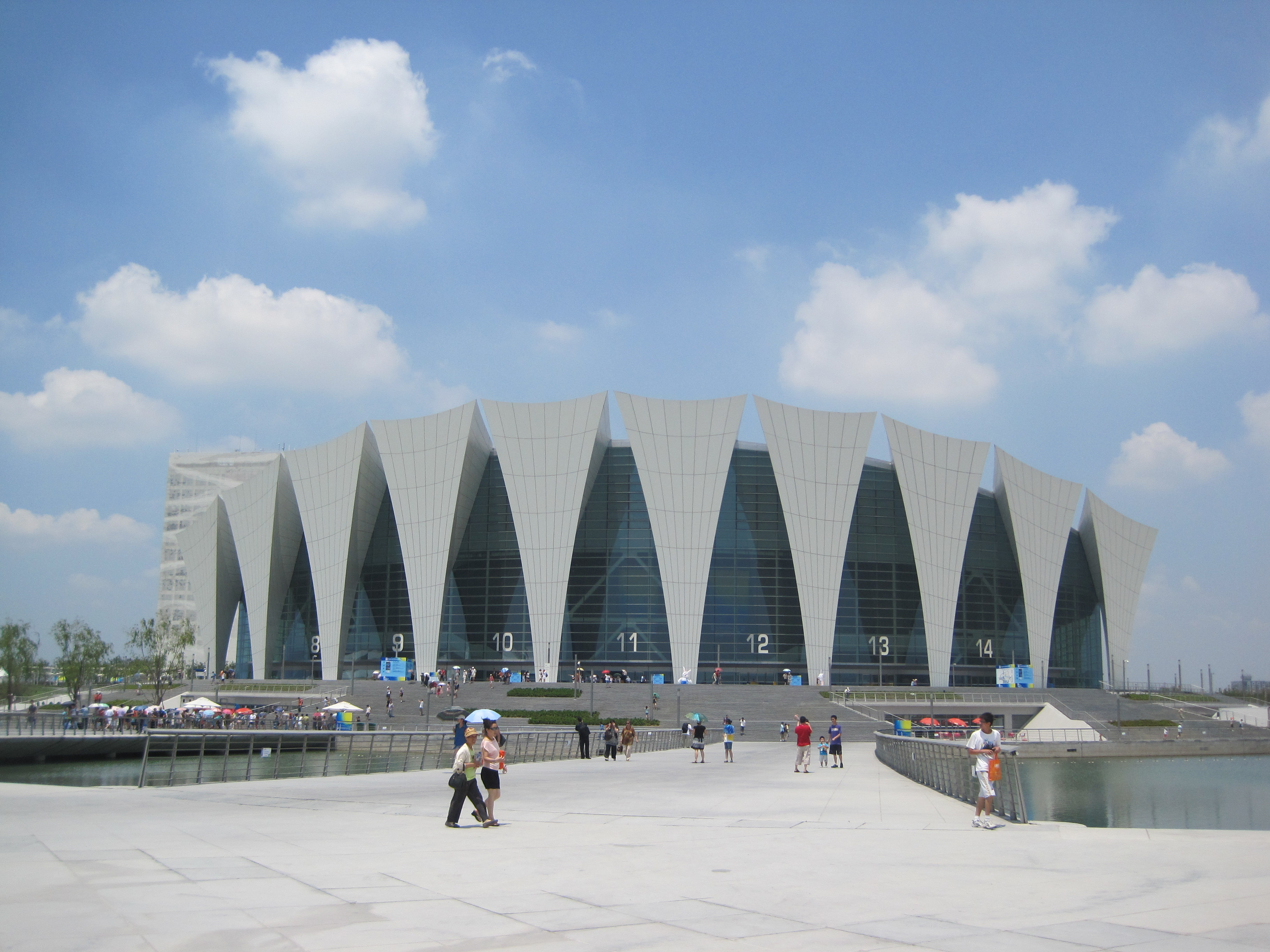

Шанхайский спортивный центр «Восток» (кит. 上海东方体育中心), также известный как Шанхайский центр водных видов спорта — многоцелевой спортивный комплекс, расположенный в шанхайском районе Пудун.
Спортивный центр «Восток» предназначен в основном для проведения соревнований по водным видам спорта, однако также может принимать соревнования по гимнастике, баскетболу, хоккею с шайбой и шорт-треку. Его общая площадь — 163,8 тысяч квадратных метров, крытый спортзал может вместить свыше 15 тысяч зрителей, имеются крытый бассейн на 5 тысяч зрителей и открытый бассейн на 5 тысяч зрителей.
Строительство спортивного центра началось 30 декабря 2008 года и завершилось 28 декабря 2010 года.

## Спортивные мероприятия
- 16—31 июля 2011 — Чемпионат мира по водным видам спорта 2011
- 4—6 ноября 2011 — этап Гран-при по фигурному катанию Cup of China 2011
- 9—11 марта 2012 — Чемпионат мира по шорт-треку 2012
- 2—4 ноября 2012 — этап Гран-при по фигурному катанию Cup of China 2012
- 7—9 ноября 2014 — этап Гран-при по фигурному катанию Cup of China 2014
- 23—29 марта 2015 — Чемпионат мира по фигурному катанию 2015
- 4—15 мая 2016 — League of Legends Mid-Season Invitational 2016